# پلت فرم EMP1 پی‌اس‌ای
پلت فرم EMP1 پی‌اس‌ای (به انگلیسی: PSA EMP1 Platform) یک پلت فرم طراحی شده و توسعه یافته به وسیله گروه پی‌اس‌ای می‌باشد که از آن برای طراحی خودروهای کامپکت کوچک، کامپکت و برقی با موتورهای عرضی این گروه استفاده می‌شود. اصطلاح EMP مخفف Efficient Modular Platform می‌باشد که به معنی پلت فرم تطبیق پذیر کارا بوده و این تطبیق پذیری، انعطاف پلت فرم را برای طراحی انواع خودرو با فاصله بین دو محور متفاوت، ارتفاع‌های متفاوت خودرو و استفاده از سیستم‌های تعلیق میله پیچشی و مولتی لینک افزایش می‌دهد. در این پلت فرم، از فولاد کم‌آلیاژ پراستحکام، آلیاژ آلومینیوم-منیزیوم و مواد کامپوزیتی استفاده شده است.
خودروهای با سایز بزرگتر گروه، از پلت فرم EMP2 پی‌اس‌ای استفاده خواهند کرد.

## مدل‌ها
بعضی از خودروهایی که بر مبنای این پلت فرم تولید خواهند شد به این شرح هستند:
- ۲۰۱۸ (دی‌اس ۳ کراس‌بک)[۱]
- ۲۰۱۸ سیتروئن E-Elysée برقی